# アレクセイ・ゴロホフ
アレクセイ・ニコラエヴィチ・ゴロホフ（ロシア語: Алексей Николаевич Горохов；ウクライナ語: Олексій Миколайович Горохов（オレクシー・ムィコライオヴィチ・ホロホウ）、1927年2月11日 - 1999年2月3日）は、ソビエト連邦のヴァイオリニスト。

## 経歴
1927年、モスクワで生まれた。モスクワ音楽院でヴァイオリンをレフ・ツェイトリンとアブラム・ヤンポリスキーの下で学び、1949年に卒業した。彼はまた、音楽学も学修し修了している。
音楽院終了後、国際音楽コンクールに参加し、1949年にプラハの音楽コンクールで第1位、第2回ブダペスト国際若手演奏家フェスティバルで第3位、1950年のヨハン・ゼバスティアン・バッハ国際コンクールで第2位に入賞した。翌年のエリザベート王妃国際音楽コンクールで5位入賞。この時期に、ソ連国内やヨーロッパ各地で客演で演奏を重ねた。
1957年に故郷のキエフへ移り、キエフ音楽院で教鞭をとりはじめた。キエフで亡くなるまでキエフ音楽院のヴァイオリン科で後進の指導に当たった。
1999年にキエフにて死去。